# Гундарев Лев Миколайович
Лев Миколайович Гундарев (нар. 1921, Київ — пом. 1994, Київ) — радянський футболіст, що виступав у довоєнні роки на позиції нападника у київських клубах «Локомотив» та «Динамо». Був учасником матчів у окупованому Києві в 1942 році у складі команд «Старт» та «Рух», в тому числі і в так званому «матчі смерті».

## Біографія
Народився в Києві. Грати у футбол розпочав у 1936 року в дитячій команді київського «Локомотива». 
В 1939–1940 роках грав у команді майстрів «Локомотива» в класі «Б». З 1940 року — у команді «Динамо» (Київ). 
З початком радянсько-німецької війни був мобілізований у винищувальний батальйон, брав участь в обороні Києва, потрапив в оточення і повернувся до Києва. Був заарештований на початку 1942 року поліцією і поставлений перед вибором: або відправлення в Німеччину, або служба в поліції. Лев погодився на другий варіант і у 1942–1943 роках служив у поліції. 
Відомий у минулому футболіст «Желдора» (згодом «Локомотива») Георгій Швецов, який лояльно ставився до нової влади, створив спортивне товариство «Рух» для спортсменів, що підтримують німецький «орднунг». Сам він став граючим тренером футбольної команди цього товариства, а кілька екс-динамівців — Михайло Свиридовський, Микола Голімбієвський, Лев Гундарев та один з майбутніх героїв «матчу смерті» Макар Гончаренко — виступили за «Рух» в ряді матчів. Гундарєв паралельно виступав і за команду «Старт», яка 9 серпня 1942 року на стадіоні «Зеніт» (вул. Керосинна, 24) провела так званий «матч смерті».
Після звільнення Києва 10 листопада 1943 року сам здався органам НКВС. За вироком військового трибуналу Київського гарнізону 18 травня 1944 року був засуджений на 10 років ВТТ. 
1953 року був звільнений і працював до 1970-х років в Караганді на стадіоні «Динамо», потім повернувся в Київ, де і помер 1994 року..